# Specii amenințate

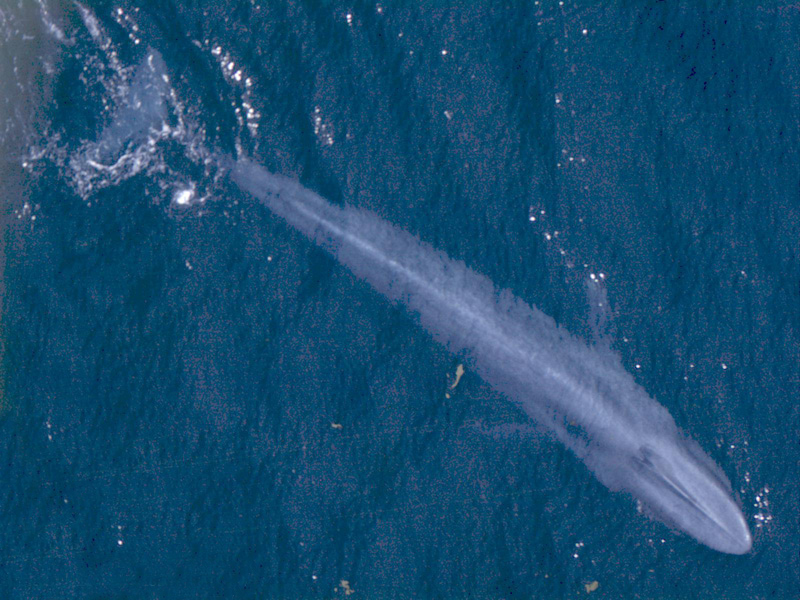
Blue Whale

Speciile amenințate sunt orice specii de animale, plante, fungi, care sunt în pericol de a dispărea de pe pământ.
De la apariția primelor organisme pe pămȃnt pȃnă acum, au dispărut 99,9% din organisme.

## Specii de animale

### Cauze
Un factor principal ce influențează scăderea numărului de exemplare dintr-o specie anume este defrișarea excesivă și distrugerea ariilor protejate de braconaj. 
Mii de specii de animale rare sunt pe cale de dispariție din cauza faptului că sunt vânate sau, nu mai au sursa necesară de plante (unele animale) pentru a se hrăni, deoarece plantele respective au fost distruse tot de om. 
Guvernele au interzis vânzarea pieilor de aligatori, vigonia și koala și a fildeșului elefanților, a carapacei broaștelor țestoase, etc; totuși, unii nu respectă aceste legi.

### Exemple
- Balenele albastre- sunt cele mai mari animale prezente pe pământ, ajungând la o lungime de 30 de  metri sau chiar mai mult. Acestea au fost vânate pentru carne sau grăsime, produsul din urmă fiind folosit la fabricarea uleiului și aproape au dispărut.

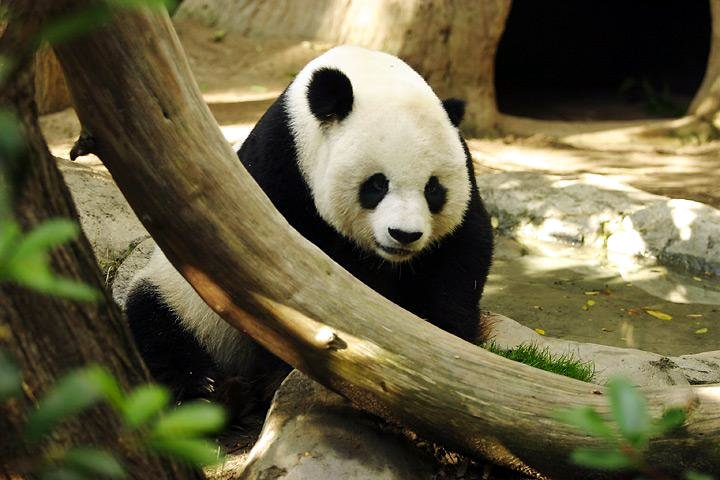
Urs panda

- Dugongul- numit și lamantin, dugongul trăiește în oceanele tropicale. În Florida, există rezervații speciale unde ambarcațiunile nu au voie, pentru a nu răni dugongii.
- Marele rechin alb- se găsește în apele calde și poate mânca oameni
- Delfinul lui Cuvier- se găsește peste tot, în afara zonelor polare
- Urșii panda- sunt urșii care se hrănesc numai cu bambus. Sunt vânați pentru blană și arealul lor se micșorează din cauza defrișării.
- Tigrul- această felină este vânată pentru blană și oase, folosite în medicina chinezească. Însă, din 1970, de când vânătoarea de tigri a fost interzisă, numărul tigrilor s-a dublat.

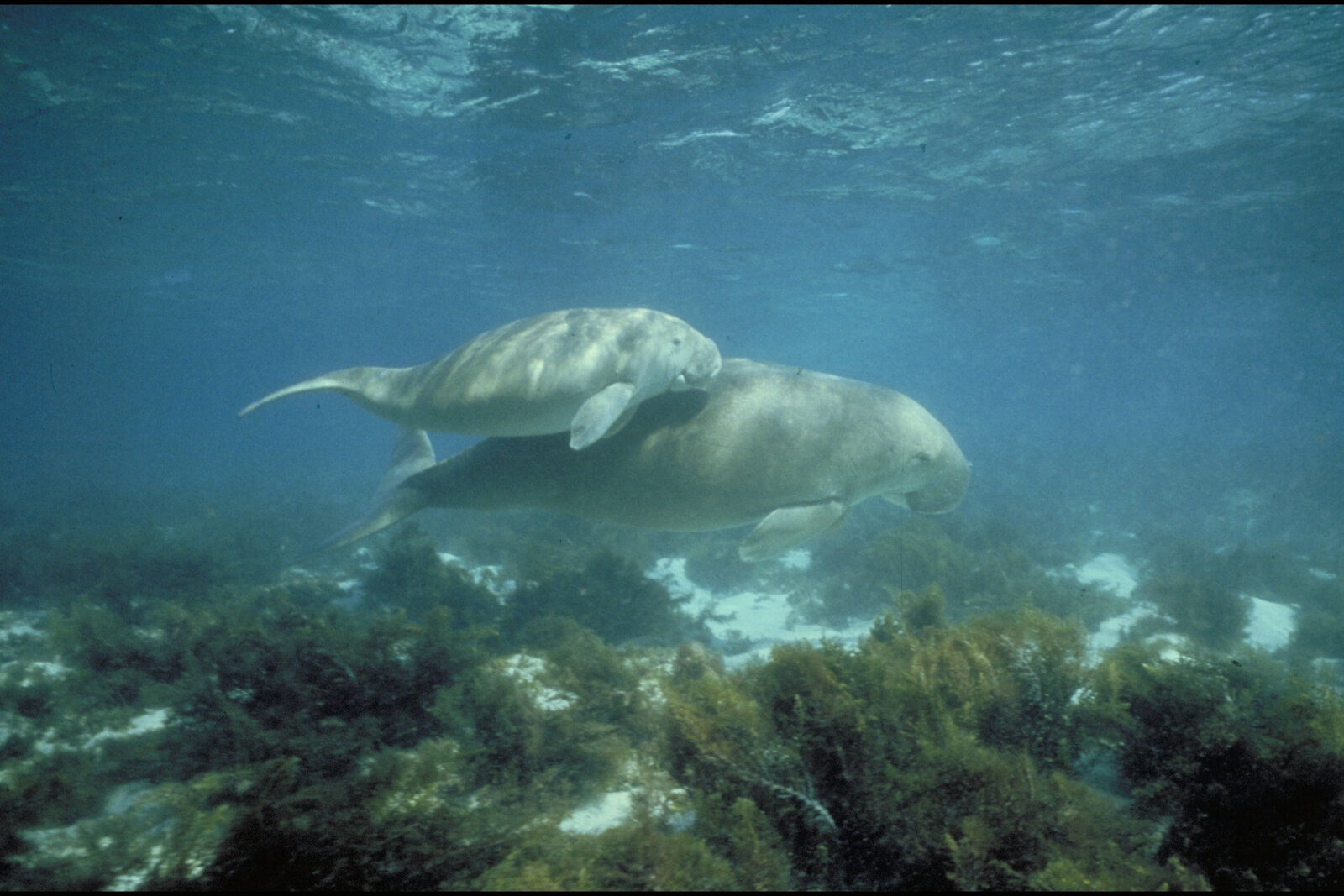
Dugongi

- Jaguarii- sunt amenințați cu dispariția datorită vânării lor pentru blană și a distrugerii habitatului.

- Anumiți fluturi:

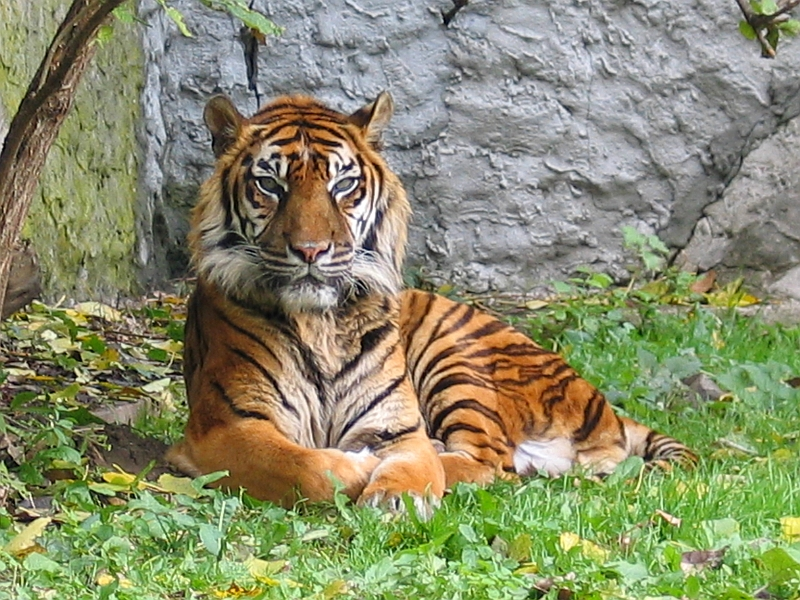
Tigru

- - Fluturele Monarh- este pe cale de dispariție din cauza colectării lui și a distrugerii mediului.
  - Ornithoptera alexandrae- sunt printre cei mai mari fluturi din lume și trăiesc numai în insula Papua Noua Guinee.
- Liliecii Daubenton- vânează insecte pe heleștee și râuri
- Diferiți papagali:
  - Papagalii Saint Vincent- trăiesc numai pe Insula Saint Vincent
  - Papagalii Kakapo- pasăre nocturnă care nu zboară, din Noua Zeelandă. De această dată, papagalii sunt vânați de hermine sau șobolani
- Condorul californian- această pasăre a dispărut pentru o vreme. Unii oameni au luat însă ouăle acesteia, și au crescut puii artificial. Apoi, condorul californian a fost lăsat în libertate din nou, însă numărul său tot este mic. Anvergura aripilor acestuia poate ajunge la 2,7 metri.
- Marele triton crestat- sunt printre cei mai mari tritoni din lume, ajungând la aproximativ 15 cm lungime.
- Gorilele- sunt pe cale de dispariție din cauza distrugerii habitatului
- Mantella aurantiaca- este o specie de broască otrăvitoare din Madagascar ce este amenințată de dispariția habitatului.
- Lăcusta weta din Insula Stephen- se află pe o insulă din apropierea Noii Zeelande.
- Caii Przewalski- au dispărut din natură, dar, omul a reintrodus animale crescute în captivitate.
- Căprioara părintelui David- a dispărut din țara de origine, China, dar a fost înmulțită în captivitate.
- Rinocerii- sunt vânați pentru coarnele lor; în Africa, oamenii le taie coarnele, pentru a fi lăsați în pace.
- Urșii polari- sunt cei mai mari urși, ajungând până la 500 de kg greutate. Din păcate, aproape toți urșii au dispărut, vânați pentru blană sau sportiv. Totuși, numărul lor a crescut, deoarece oamenii i-au mutat departe de orașe, unde nu pot fi prinși așa de ușor.
- Râsul spaniol- este periclitat deoarece o mare parte a pădurilor în care trăim au fost defrișate. Acum sunt protejați într-o rezervație numită Coto Donana.

## Specii de plante
Garofita-Pietrei-Craiului
Crucea-voinicului
Macul-Galben
Floarea-de-colt
Sangele vonicului
Tulichina-mica

## Specii de fungi
Buretele Purpuriu 
Pălăria șarpelui 
Buretele cerbului